# Мари Дюплесси
Мари́ Дюплесси́ (фр. Marie Duplessis; 15 января 1824, Нонан-лё-Пен, департамент Орн — 5 февраля 1847, Париж) — известная французская модистка и куртизанка, любовница Александра Дюма (сына), прообраз главной героини его романа «Дама с камелиями».

## Биография
Настоящее имя Роза-Альфонсина Плесси. Родилась в 1824 году в семье фермера Марэна Плесси, зарабатывающего на жизнь продажей календарей и хозяйственной мелочёвки. Переехав в Париж, во французской столице она оказалась в качестве помощницы модистки, изменила фамилию, добавив к ней частичку «дю» (что должно было указывать на дворянское происхождение; впрочем, её бабушка по материнской линии действительно была дворянкой), и имя. Непродолжительное время работала модисткой.

## Светская жизнь
В 16 лет Мари стала куртизанкой.
Первым, кто взял её на содержание, был владелец ресторана, имя которого не сохранилось. Его сменил герцог де Гиш, и с тех пор жизнь Мари кардинально изменилась: днём прогулки в экипаже, вечером опера или театр, а затем романтические встречи с мужчинами. Популярность Мари была так велика, что она легко могла позволить себе тратить 100 000 франков в год (для сравнения, годовая зарплата клерка составляла 1500 франков). Она соперничала с такими известными куртизанками, как Алиса Ози, Лола Монтес и Атала Бошен. Современники описывали Мари как «очень привлекательную молодую женщину с миниатюрной фигурой и обворожительной улыбкой». Не получившая в детстве никакого образования, Мари увлеклась литературой и поэзией, училась музыке, приобрела изящные манеры и слыла самой элегантной женщиной Парижа. Её салон посещали Эжен Сю, Альфред де Мюссе, Роже де Бовуар, Арсен Уссе.

## Встреча с Александром Дюма-сыном
Её первая встреча с Александром Дюма-сыном состоялась в сентябре 1842 года, им тогда было по восемнадцать лет. Познакомился он с ней только спустя два года. Их роман продолжался чуть меньше года, до августа 1845 года и закончился по инициативе Дюма. В прощальном письме он написал:

«Дорогая Мари, я не настолько богат, чтобы любить вас так, как мне хотелось бы, и не настолько беден, чтобы быть любимым так, как хотелось бы вам. И поэтому давайте забудем оба: вы — имя, которое вам было, должно быть, почти безразлично; я — счастье, которое мне больше недоступно.

Бесполезно рассказывать вам, как мне грустно, потому что вы и сами знаете, как я вас люблю. Итак, прощайте. Вы слишком благородны, чтобы не понять причин, побудивших меня написать вам это письмо, и слишком умны, чтобы не простить меня. С тысячью лучших воспоминаний.»

Последним любовником Мари стал композитор Ференц Лист, отзывавшийся о ней как о женщине исключительной доброты.

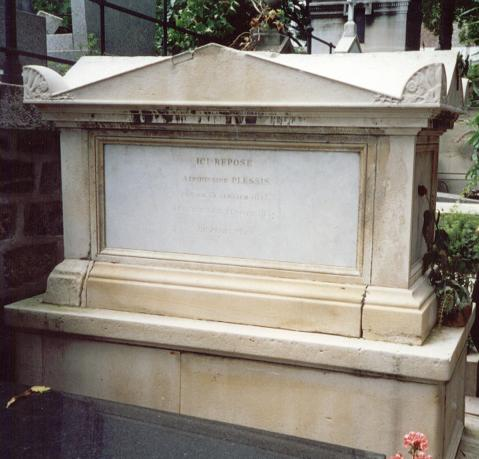
Надгробие Мари Дюплесси на кладбище Монмартр

21 февраля 1846 года Мари вышла замуж в Лондоне за одного из своих поклонников — графа Эдуара Перрего. Брак не считался действительным во Франции, так как не был утверждён французским консулом, но Мари до самой смерти называла себя графиней.

## Болезнь и смерть
Несмотря на внешние атрибуты (роскошная квартира, дорогие украшения, богемный образ жизни) жизнь Мари омрачал туберкулёз — в те времена неизлечимое заболевание. Он и стал в итоге причиной её смерти.
Мари Дюплесси умерла 5 февраля 1847 года, в возрасте 23 лет. Через несколько недель после смерти все её имущество было распродано на аукционе, чтобы покрыть долги (последние 2 года жизни из-за прогрессирующей болезни она не могла зарабатывать деньги привычным способом). В то время Александр Дюма-сын находился не во Франции, он путешествовал по Алжиру и Испании и узнал о смерти Мари только по дороге домой. Поспешив к дому Мари, он увидел объявление о распродаже имущества. В то время он не был особенно богат и из-за этого смог выкупить только золотую цепочку, которую Мари носила на шее.
Деньги, оставшиеся после уплаты долгов, по завещанию перешли племяннице Мари (дочери её сестры) с условием, чтобы она никогда не приезжала в Париж.
Похоронена на кладбище Монмартр, участок для могилы был приобретён Эдуаром Перрего.

## Стихи
Александр Дюма, узнав о её смерти, написал «своё лучшее стихотворение» — «Расстался с вами я…».

## Образ в искусстве
Мари Дюплесси была прообразом Маргариты Готье, героини романа Александра Дюма-сына «Дама с камелиями». По этому роману была написана опера «Травиата» (композитор Джузеппе Верди, премьера состоялась в венецианском театре Ла Фениче в 1853 году), поставлены балеты «Маргарита и Арман» (балетмейстер Фредерик Аштон специально для Рудольфа Нуреева и Марго Фонтейн, 1963) и «Дама с камелиями» (хореограф Джон Ноймайер, премьера состоялась в Штутгартском театре в 1978 году).
Существуют многочисленные экранизации романа, в том числе с Сарой Бернар и Гретой Гарбо в главных ролях.
Также образ куртизанки был выведен в пьесе Лады Лузиной «Альфонсина (Дама с камелиями)».